# Mary Fagan
Lady Mary Fagan (Gonalston, 11 settembre 1939) è una funzionaria britannica.
Dopo la nomina a Lady Companion dell'Ordine della Giarrettiera (LG), ha scelto di essere conosciuta come Lady Mary Fagan al posto della più corretta Dame Mary Fagan.

## Biografia
Lady Mary Fagan è nata a Gonalston Hall, Nottinghamshire, l'11 settembre 1939 ed è figlia del tenente colonnello George Haliburton e di sua moglie Caroline Judith Francklin.
È presidente dei fiduciari della Countess Of Brecknock Hospice Trust. È anche amministratore fiduciario dell'Overlord Embroidery Trust, del The Edwina Mountbatten And Leonora Children's Foundation e del Winchester Cathedral Trust. È stata anche lord luogotenente dello Hampshire  e cancelliere dell'Università di Winchester dal 2006 al 2014.
È contrammiraglio onorario della Royal Naval Reserve, colonnello onorario del 457° Battery RA, presidente del comitato consultivo per i magistrati, colonnello onorario del 78° (Fortress) Engineer Regiment (Volunteers) dal 27 aprile 1998  e colonnello onorario della 4ª divisione di ingegneri elettrici e meccanici volontari.

## Vita personale
Il 21 ottobre 1960 ha sposato il capitano Christopher Tarleton Feltrim Fagan, figlio di Christopher Frederick Feltrim Fagan e Helen Maud Tarelton. Dalla loro unione sono nati due figli, Christopher Hugh Tarleton Feltrim Fagan, morto in un incidente automobilistico nel 1987, e James Tarleton Feltrim Fagan.